# Marco Camenisch
Marco Camenisch (Brusio, Suiza, 21 de enero de 1952) es un anarquista  y un activista ambiental. En prisión desde 1989 por el asesinato de un guardia de frontera en Brusio, Suiza.

## Biografía
Primeros años
Camenisch nació el 21 de enero de 1952 en Schiers, Suiza y creció en un hogar de clase media en el cantón Graübunden. Se salió de la escuela porque consideraba que las enseñanzas eran demasiado elitistas. Durante su aprendizaje como granjero en la escuela de Plantahof, se opuso al uso de fertilizantes químicos en la agricultura. Marco se fue a vivir en la montaña, pero pronto empezó a creer que sus objetivos políticos no se lograrían a menos de que se involucrara más directamente con su activismo.
Activismo
A finales de los setenta Camenisch se involucró en la resistencia local contra la industria nuclear. En Suiza, como en otros países, el movimiento en contra de las plantas de energía nuclear recurrió a la acción directa: corte de conexión de torres de alta tensión, sabotaje contra estaciones de energía, y acciones contra líderes de la industria nuclear.
En enero de 1980 Camenisch y otros activistas fueron arrestados por sabotear las conexiones de alta tensión y una estación eléctrica de NOK (Nordostschweizer Kraftwerke = Estadiones de poder del nor-este) en Bad Ragaz. Después de pasar un año en libertad bajo fianza, la corte del Cantón en Chur y Graubünden sentenció a Camenisch a 10 años de prisión. Otro acusado fue sentenciado a 7 años y medio. en el juicio Camenisch rehusó reconocer la legitimidad de la corte o cooperar con sus procedimientos. En la corte leyó una declaración donde conectaba las acciones directas con las protestas contra la degradación ambiental causada por la industria energética y con la lucha contra el orden social capitalista. 
Escape
En diciembre de 1981 escapó de la prisión de Regensdorf cerca de Zürich, acompañado de otros 5 prisioneros. Durante la confrontación cuerpo a cuerpo un guardia de la prisión resultó herido de bala y posteriormente murió, mientras otro resultó seriamente herido. Camenisch afirmó que él no fue parte del grupo que cometió los disparos. Tras su escape duró 10 años viviendo en la clandestinidad.
En 1989, la policía federal de suiza y los medios afirmaron que él había sido responsable por el asesinato del oficial de la policía de frontera Suiza Kurt Moser en  Brusio. Un testigo del asesinato afirmó reconocer a Camenisch y el Blick imprimió su fotografía —El testigo luego se retractó, diciendo que el solo había escuchado los disparos. Defensores de Camenisch promovieron la duda sobre su culpabilidad, convirtiéndolo en un "mártir del Estado". Camenisch volvió a la clandestinidad por dos años más.
Arresto en Italia
Desde su huida llevó su vida entrando y saliendo de Turin, Sondrio and Carrara dei Marmi. Pasó muchos años en las montañas de Carrara y en la Cooperativa Tipolitografica, la mayor imprenta anarquista de la época. Nunca reveló su identidad hasta el día en que fue capturado.
El 5 de noviembre Camenisch fue parado por los Carabinieri en la carretera de Cinquale di Montignoso junto a su compañero anarquista Giancarlo Sergianpietri. Camenisch saco su arma y empezó a disparar, hiriendo a uno de los soldados. En el consiguiente tiroteo fue herido en una pierna y arrestado. Dos armas y seis bombas rudimentarias le fueron encontradas. Fue llevado al hospital de Pisa, donde estuvo por seis meses, y luego pasó a la enfermería de la prisión San Vittore en Milano. La corte italiana de Massa Carrara lo sentenció a 12 años por asalto y sabotaje de conexiones eléctricas. Se mantuvo nueve de esos años en un confinamiento solitario en una prisión de máxima seguridad
Extradición a Suiza
En abril de 2002 Camenisch fue extraditado a Suiza y transferido a la prisión de Pfäffikon cerca de Zúrich. En enero del 2003 tras una huelga de hambre en contra de las condiciones de prisión que estaba sufriendo fue transferido a una prisión en Coira con mejores condiciones. Recientemente el gobierno suizo lo transfirió de nuevo a la prisión de Pfäffikon. En julio de 2004 fue sentenciado a 17 años de prisión por el asesinato de Kurt Moser. Sin embargo, en noviembre del 2006 la corte suprema federal anuló esta sentencia basados en que la suma de las dos términos de prisión excedía el máximo de 20 años que dispone la ley Suiza. El 13 de marzo le fue entonces reducida a 8 años.
Camenisch ha mantenido sus creencias políticas durante este tiempo en prisión, y se mantiene como un activista político.